# James Eli Watson
James Eli Watson (Winchester, 1864. november 2. – Washington, 1948. július 29.) az Amerikai Egyesült Államok szenátora (Indiana, 1916–1933).